# Sebastián Cordero
Sebastián Cordero Espinosa (Quito, 23 de maig de 1972) és un director de cinema equatorià que ha treballat també com escriptor i editor, reconegut principalment pel seu treball a Ratas, ratones, rateros, el seu debut com a director, on retrata la vida d'un delinqüent que comet diversos crims al baix món. I al costat d'ell altres lladres de menor pes. Les seves pel·lícules han estat exhibides en un sens fi de prestigiosos festivals com ara el Festival de Cinema de Sundance i el Festival de Cannes entre d'altres.

## Biografia
Sebastián Cordero va néixer a la ciutat de Quito, l'Equador, l'any de 1972. Als nou anys es muda amb la seva família a França, on viu sis anys. Es va interessar per primera vegada al cinema en veure Raiders of the Lost Ark quan tenia 9 anys.En 1990, als 18 anys va començar els seus estudis de cinema i guió en la University of Southern Califòrnia. En 1995, immediatament després de la seva graduació torna a l'Equador amb la idea de fer cinema en un país que pràcticament manca d'aquesta indústria, ja que és mínima la producció de pel·lícules a l'any.

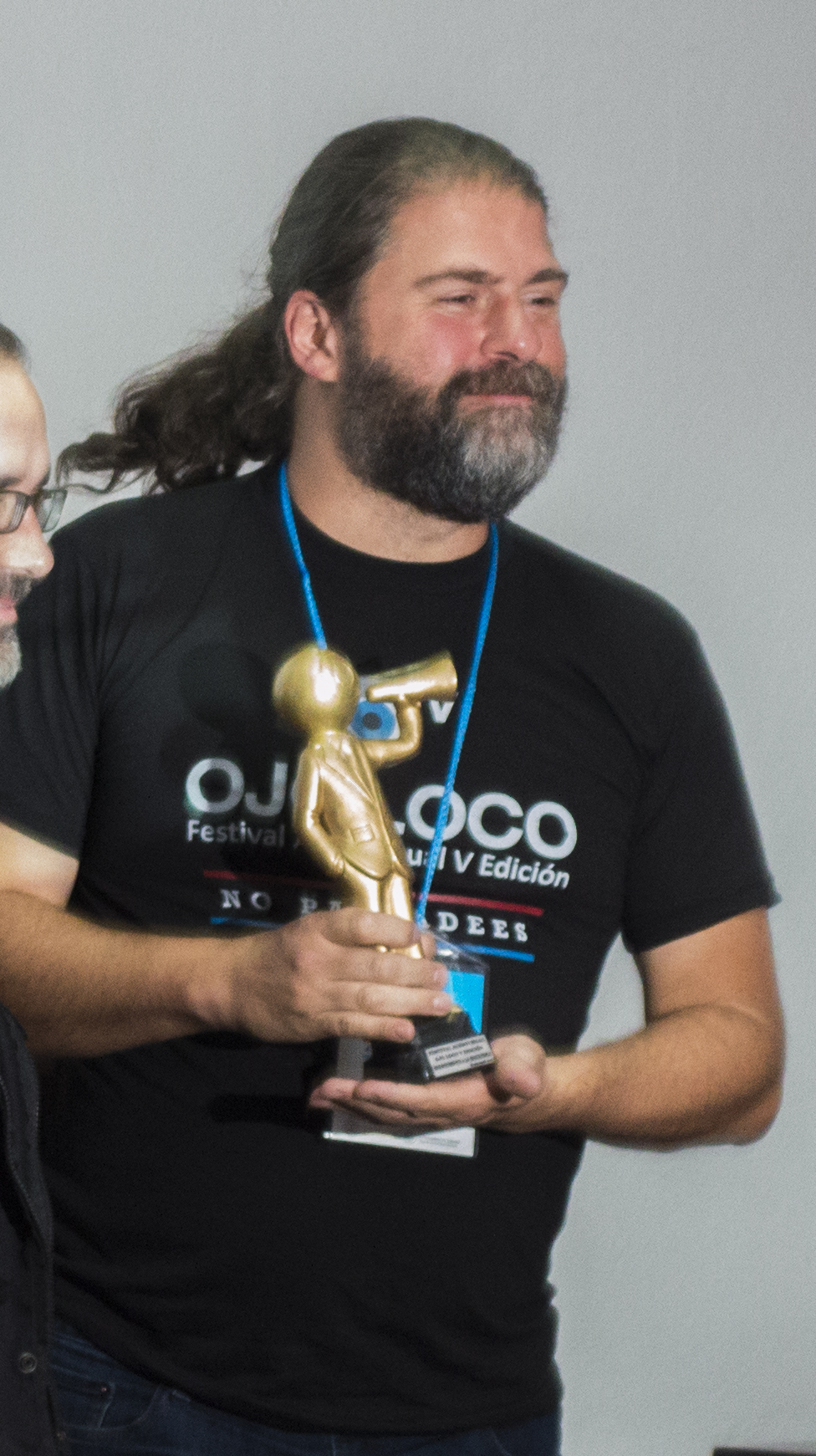
Sebastián Cordero en 2014.

### Trajectòria
Produeix curtmetratges i vídeos musicals de grups locals treballant com a director, fotògraf i editor. Durant aquest temps escriu el guió de Ratas, ratones, rateros, la seva ópera prima, que realitza el 1998.
Ratas, ratones, rateros el va portar al Festival Internacional de Cinema de Venècia, apareixent després en festivals com el de Toronto, Sant Sebastià i el de Cinema Independent de Buenos Aires, sent reconegut amb premis i honors en festivals com el Festival de Cinema Iberoamericà de Huelva i el Festival Internacional del Nou Cinema Llatinoamericà de l'Havana.
El seu segon llargmetratge Crónicas, va ser reconegut amb el Sundance/NHK International Filmmakers Award, i l'any 2004 va aparèixer per primera vegada en el 57è Festival Internacional de Cinema de Canes dins de la secció Un Certain Regard, i va ser nominat al Gran Premi del Jurat en el Festival de Cinema de Sundance.
Va dirigir el seu tercer llargmetratge, Rabia a Espanya en 2009: es tracta d'una adaptació de la novel·la homònima de l'escriptor argentí Sergio Bizzio.
L'any 2010 torna a l'Equador per a filmar la pel·lícula Pescador, basada en la crònica Confidencias de un pescador de coca, de Juan Fernando Andrade, amb qui va escriure el guió. La seva estrena mundial va tenir lloc al setembre del 2011 dins del marc del Festival de cinema de Sant Sebastià, a Espanya, on Cordero ja ha presentat anteriorment la majoria dels seus films.
Des de finals del 2012 i al llarg del 2013 va dirigir la seva última súper producció, Europa Report (2013) amb un Sharlto Copley extremadament aclamat pel seu paper en la molt controvertida District 9 que narra la problemàtica d'invasors en terres estrangeres, la seva lluita per reacomodarlos amb un distintiu toc Sci-Fi.
La data de llançament de la pel·lícula en iTunes i vídeo on demand va ser el 27 de juny de 2013 i està prevista per al 2 d'agost en sales de cinema. En iTunes està disponible solo en la iTunes Store dels EUA i per a pantalles que tinguin incorporat High-bandwidth Digital Content Protection (HDCP).
La seva última producció va ser Sin muertos no hay carnaval, estrenada el 2 de setembre de 2016. És una història d'ambició, traïció i tot el que implica la cerca de poder dins d'una societat guayaquileña que lluita per mantenir-se desperta, barrejada amb una família convencional de classe alta on els seus errors els poden costar el més preuat. Tot dins de la quotidianitat d'una ciutat caòtica, agressiva i tropical com ho és Guayaquil. Obté per aquesta pel·lícula la nominació als Premis Platí com a Millor Direcció de Muntatge.
El 2018 Cordero adapta el guió de Rabía per a portar-la al teatre. El resultat és una obra de format interactiu en la qual l'espectador es converteix en un observador immers en el món dels personatges.

## Pel·lícules
- Ratas, ratones, rateros. Protagonitzada per Carlos Valencia, estrenada al festival de Venècia 1999
- Crónicas. Protagonitzada per John Leguizamo, estrenada el 2004.
- Rabia. Produïda per Guillermo del Toro (2009)
- Pescador. Protagonitzada per Andrés Crespo (2012)
- Europa Report (2013). Protagonitzada per Sharlto Copley (District 9)
- Sin muertos no hay carnaval (2016). Protagonitzada per Andrés Crespo
- Al otro lado de la niebla (2023)